# Pretpunk
Pretpunk, funpunk of punk pathetique is een subgenre binnen de punkmuziek dat toegankelijker is en vrolijker klinkt, soms met een maatschappijkritische ondertoon.

## Ontstaan
Inhoudelijk kunnen de gezongen teksten ook zonder pretenties zijn. Hoewel er al bands bestonden die in de jaren 70 "pretpunk" speelden, zoals The Damned, duikt het begrip voor het eerst in de vroege jaren 80 op, toen er over de Toy Dolls werd geschreven.
Enkele voorbeelden binnen het genre zijn; in België: Belgian Asociality. In Duitsland: Normahl, Die Ärzte en Abstürzende Brieftauben. In Engeland: Splodgenessabounds en Peter and the Test Tube Babies. In Nederland: Tedje en de Flikkers, Nitwitz, Outrageous en de Boegies
In Engeland kent de muziek wortels in de oi! die veel gebruikmaakt van zogenaamde shout-alongs, fragmenten die zich goed lenen om meegezongen te worden. De teksten zijn gericht op de arbeidersklasse. Humor en/of satire maakt onderdeel uit de teksten. Toy Dolls haalden een hit met "Nellie the Elephant", de Boegies met "Méh!" en de Heideroosjes met het lied "Da's toch dope man".